# Sergio Padt
Sergio Padt (Haarlem, 6 giugno 1990) è un calciatore olandese, portiere del Ludogorec.

## Palmarès

### Club

#### Competizioni nazionali
- Coppa dei Paesi Bassi: 1

Groningen: 2014-2015
- Campionato bulgaro: 4

Ludogorec: 2021-2022, 2022-2023, 2023-2024, 2024-2025
- Coppa di Bulgaria: 2

Ludogorec: 2022-2023, 2024-2025
- Supercoppa di Bulgaria: 4

Ludogorec: 2021, 2022, 2023, 2024